# Apotreubia pusilla
Apotreubia pusilla là một loài rêu trong họ Treubiaceae. Loài này được Grolle mô tả khoa học đầu tiên.